# Tiaris
Tiaris és un gènere d'ocells de la família dels tràupids (Thraupidae) que ha patit una dràstica restructuració.

## Llistat d'espècies
Segons la Classificació del Congrés Ornitològic Internacional (versió 2.5, 2010) aquest gènere estava format per cinc espècies, però estudis posteriors han propiciat que avui es considere un gènere monospecífic:
- Tiaris canorus, actualment classificat al gènere Phonipara.
- Tiaris fuliginosus, actualment classificat al gènere Saltator.
- Tiaris obscurus, actualment classificat al gènere Asemospiza.
- Tiaris olivaceus.
- Tiaris bicolor, actualment classificat al gènere Melanospiza.